# Festiwal bajek
Festiwal bajek (ang. Festival of Family Classics, 1972–1973) – kanadyjsko-japońsko-amerykański serial animowany, wyprodukowany przez wytwórnie Rankin Bass Productions i Mushi Productions. W Polsce został wydany na VHS z lektorem oraz na DVD z polskim dubbingiem.

## Obsada (głosy)
- Carl Banas
- Len Birman
- Bernard Cowan
- Peg Dixon
- Keith Hampshire
- Peggi Loder
- Donna Miller
- Frank Perry
- Henry Raymer
- Billie Mae Richards
- Alfie Scopp
- Paul Soles

## Lista odcinków
1. The Song of Hiawatha
2. Yankee Doodle / Yankee Doodle
3. Kopciuszek / Cinderella
4. 20000 mil podwodnej żeglugi (część I) / 20,000 Leagues Under the Sea  (part I)
5. 20000 mil podwodnej żeglugi (część II) / 20,000 Leagues Under the Sea  (part II)
6. Jack O' Lantern
7. Johnny sadownik / Johnny Appleseed
8. W osiemdziesiąt dni dookoła świata (część I) / Around the World in 80 Days (part I)
9. W 80 dni dookoła świata (część II) / Around the World in 80 Days (part II)
10. Kot w butach / Puss in Boots
11. A Christmas Tree
12. The Ballad Of Paul Bunyan
13. Szwajcarscy Robinsonowie / Rodzinka Robinsonów / Swiss Family Robinson
14. Śpiąca królewna[1] / The Sleeping Beauty
15. Baśnie z tysiąca i jednej nocy / The Arabian Nights
16. Alicja w Krainie Czarów / Alice in Wonderland
17. Robinson Crusoe
18. Przygody Tomka Sawyera (VHS) / Tomek Sawyer (DVD) / Tom Sawyer
19. Królewna Śnieżka i siedmiu krasnoludków / Snow White and the Seven Dwarfs
20. Robin Hood / Robin Hood

Źródło:

## Wersja polska

### VHS
Festiwal bajek – wersja wydana na VHS z angielskim dubbingiem i polskim lektorem.
- Dystrybucja: RTM Video
- Lektor: Maciej Gudowski

### DVD
Wersja wydana na DVD w 2007 roku z polskim dubbingiem w serii Mała Kolekcja Wielkiej Przygody
- Dystrybucja: SDT Film